# Amylos
Amylos är en ogrenad polysackarid gjord av α-D-glukosenheter, bundna till varandra genom α (1→4) glykosidbindningar. Tillsammans med den förgrenade amylopektin är den en komponent (20 – 30 procent) i stärkelse. Monosackaridenheten i amylos är glukos.
På grund av dess tätt packade spiralformade struktur är amylos mer motståndskraftig mot matsmältningen än andra stärkelsemolekyler och är därför en viktig form av resistent stärkelse.

## Struktur

Amylos A är en parallell dubbelhelix av linjära kedjor av glukos

Amylos består av α(1→4) bundna glukosmolekyler. Kolatomerna på glukos är numrerade, med början vid aldehyd (C = O)-kolet, så i amylos är 1-kolet på en glukosmolekyl kopplat till 4-kolet på nästa glukosmolekyl (α (1→4) bindningar). Strukturformeln för amylos visas till höger. Antalet upprepade glukosunderenheter (n) ligger vanligtvis i intervallet 300 till 3 000, men kan vara många tusen.
Det finns tre huvudformer som amyloskedjor kan ta. Det kan existera i en oordnad amorf konformation eller två olika spiralformiga former. Det kan binda med sig själv i en dubbelhelix (A- eller B-form), eller det kan binda med en annan hydrofob gästmolekyl såsom jod, en fettsyra eller en aromatisk förening. Detta är känt som V-formen och är sättet som amylopektin binder till amylos i stärkelsens struktur. Inom denna grupp finns det många olika variationer. Var och en är noterad med V och sedan ett nedsänkt tecken som anger antalet glukosenheter per varv. Den vanligaste är V6-formen, som har sex glukosenheter per varv. V8 och eventuellt V7-former finns också. Dessa ger ett ännu större utrymme för en gästmolekyl att binda.
Denna linjära struktur kan ha en viss rotation runt phi- och psi-vinklarna, men för det mesta ligger bundna glukosringsyre på ena sidan av strukturen. α (1→4)-strukturen främjar bildandet av en spiralstruktur, vilket gör det möjligt för vätebindningar att bildas mellan syreatomerna bundna vid 2-kolet i en glukosmolekyl och 3-kolet i nästa glukosmolekyl.
Fiberröntgendiffraktionsanalys i kombination med datorbaserad strukturförfining har funnit A-, B- och C-polymorfer av amylos. Varje form motsvarar antingen A-, B- eller C-stärkelseformerna. A- och B-strukturer har olika spiralformade kristallstrukturer och vatteninnehåll, medan C-strukturen är en blandning av A- och B-enhetsceller, vilket resulterar i en mellanliggande packningstäthet mellan de två formerna.

## Fysiska egenskaper
Eftersom de långa linjära kedjorna av amylos lättare kristalliserar än amylopektin (som har korta, mycket grenade kedjor), är stärkelse med hög amylos mer resistent mot matsmältningen. Till skillnad från amylopektin är amylos inte lösligt i kallt vatten. Det minskar också kristalliniteten hos amylopektin och hur lätt vatten kan infiltrera stärkelsen. Ju högre amylosinnehåll, desto mindre expansionspotential och desto lägre gelstyrka för samma stärkelsekoncentration. Detta kan delvis motverkas genom att öka granulatstorleken.

## Funktion
Amylos är viktigt vid lagring av växtenergi och är mindre lättsmält än amylopektin. På grund av sin spiralformade struktur tar den dock mindre plats jämfört med amylopektin. Som ett resultat är det den föredragna stärkelsen för lagring i växter. Den utgör cirka 30 procent av den lagrade stärkelsen i växter, även om den specifika procentsatsen varierar beroende på art och sort.
Amylos är också ett viktigt förtjockningsmedel, vattenbindemedel, emulsionsstabilisator och gelningsmedel i både industriella och livsmedelsbaserade sammanhang. Lösa spiralformade amyloskedjor har en hydrofob inre som kan binda till hydrofoba molekyler såsom lipider och aromatiska föreningar. Förmågan att binda vatten kan tillföra substans till mat, eventuellt fungera som en fettersättning.
I laboratoriemiljö kan den fungera som en markör. Jodmolekyler passar väl inuti den spiralformade strukturen av amylos, som binder till stärkelsepolymeren som absorberar vissa kända våglängder av ljus. Därför är ett vanligt test jodtestet för stärkelse. Blanda stärkelse med en liten mängd gul jodlösning. I närvaro av amylos kommer en blå-svart färg att observeras. Färgens intensitet kan testas med en kolorimeter med hjälp av ett rött filter för att urskilja koncentrationen av stärkelse som finns i lösningen. Det är också möjligt att använda stärkelse som en indikator i titreringar som involverar jodreduktion. Det används också i amylosmagnetiska pärlor och harts för att separera maltosbindande protein.

## Ny forskning
Rissorter med hög amylos, det mindre klibbiga långkorniga riset, har en mycket lägre glykemisk belastning, vilket kan vara fördelaktigt för diabetiker.
Forskare har identifierat Granule Bound Starch Synthase (GBSS) som enzymet som specifikt förlänger amylos under stärkelsebiosyntes i växter. Det vaxartade lokuset i majs kodar för GBSS-proteinet. Mutanter som saknar GBSS -proteinet producerar stärkelse som endast innehåller amylopektin, såsom i vaxartad majs. I Arabidopsisblad krävs en annan gen, som kodar för proteininriktningen till STarch (PTST) -proteinet, förutom GBSS för amylossyntes. Mutanter som saknar något protein producerar stärkelse utan amylos. Genetiskt modifierad potatissort Amflora av BASF Plant Science utvecklades för att inte producera amylos.